# ال تامبو (نارینیو)
ال تامبو (نارینیو) (به اسپانیایی: El Tambo, Nariño) یک سکونتگاه مسکونی در کلمبیا است که در بخش نارینیو واقع شده‌است.